# Landschaftsgliederung der Steiermark

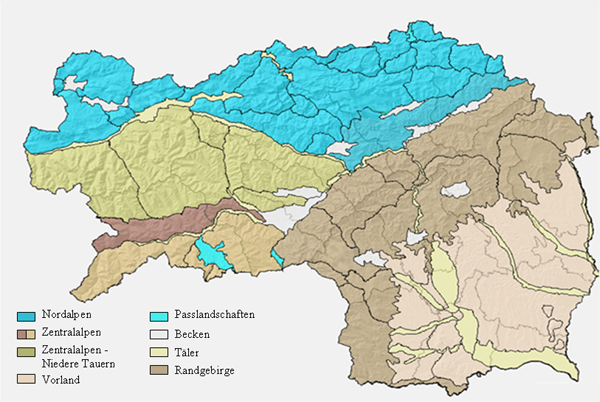
Landschaftsgliederung der Steiermark

Die Landschaftsgliederung der Steiermark unterteilt das österreichische Bundesland Steiermark in unterschiedliche naturräumliche Einheiten. In der Literatur existieren verschiedene Herangehensweisen, die offizielle Website der Steiermärkischen Landesregierung greift auf ein Modell von Gerhard Karl Lieb aus dem Jahr 1991 zurück, das im Wesentlichen acht Regionen mit 60 mehr oder weniger in sich geschlossenen Landschaftseinheiten sowie mehreren Teilgebieten unterscheidet.

## Erläuterungen

### Vorbemerkung

Physische Karte der Steiermark mit klar erkennbarem alpinen und außeralpinen Teil

Grundsätzlich lässt sich die Steiermark geographisch in einen alpinen und einen außeralpinen Teilraum gliedern. Einhergehend mit steigendem alpinistischen bzw. touristischen Interesse im 19. Jahrhundert lassen sich die ersten Ansätze von Landschaftsgliederungen in Einteilungen nach Gebirgsgruppen erkennen, wie sie später vom Alpenverein vorgenommen wurden. Folgend ist eine Reihe von Autoren aufgelistet, die zum heutigen Konsens beigetragen haben.
- Böhm (1887): einer der ersten Versuche einer Ostalpeneinteilung mit heute teilweise veralteten Bezeichnungen wie Prielgruppe (statt Totes Gebirge)[2]
- Moriggl (1924): offizielle Gebirgsgliederung des Deutschen und Österreichischen Alpenvereins (AVE), mit Zahlen versehen und den Blattnummern der AV-Kartographie, den Schutzhüttenverzeichnissen und dem Wegnummernsystem zugrunde gelegt[3]
- Strzygowski (1951): Ostalpeneinteilung erstmals unter Miteinbezug von Talschaften (wichtiger methodischer Fortschritt)[4]
- Morawetz (1971/73): speziell auf die Steiermark abgestimmte Landschaftsgliederungsversuche mit Hierarchisierung der Landschaftsgrenzen und betonter Eigenständigkeit der großen Täler, Becken und Passlandschaften
- Höllhuber (1972): unpublizierte, jedoch bis dahin detaillierteste Landschaftsgliederung der Steiermark mit der Problemstellung des Landschaftsschutzinventars[5]
- Grassler (1984): Revision der AVE von Moriggl, bringt Verbesserungen in der Steiermark, spiegelt jedoch mangelndes alpintouristisches Interesse am südöstlichen Alpenvorland wider (z. B. unscharfe Bezeichnung Randgebirge östlich der Mur)[6]
- Lieb (1991): erste veröffentlichte, systematische Gebietsgliederung der Steiermark[1]

### Erläuterungen zu Lieb (1991)
Die Landschaftsgliederung von Lieb entstand im Auftrag von Detlef Ernet, Leiter der Abteilung für Botanik am Landesmuseum Joanneum, mit dem Ziel einer allgemein akzeptierbaren, einheitlichen Gebietsgliederung des Bundeslandes. Vor allem Biologen sollte damit geholfen werden, Pflanzen- und Tierfundorte möglichst knapp und präzise einzuordnen und zu beschreiben. Die abgegrenzten Gebiete sollten in sich homogen sein, insbesondere ihren geologischen Bau betreffend. Die Begrenzung wurde möglichst klar und im Idealfall linienscharf gewählt, wofür sich vor allem Tiefenlinien, d. h. Täler und niedrige Pässe, eignen. Die Gesamtzahl der Teilräume sollte überschaubar bleiben und eine rasche Orientierung ermöglichen. Außerdem wurde darauf geachtet, ortsübliche Bezeichnungen zu verwenden, um die Wahrnehmung der abgegrenzten Einheiten als solche zu gewährleisten. Einige weniger gebräuchliche Namen wie Murberge oder Südburgenländisches Hügelland wurden mangels Alternativen dennoch angewandt. Speziell in puncto Abgrenzung mussten in mehreren Fällen Kompromisse eingegangen werden.
Nach der eingangs erwähnten Zweiteilung Alpen/Vorland wurde die Gebirgsregion wiederum in Nord- und Zentralalpen eingeteilt. Als Grundgerüst der Gliederung dient der geologische Bau der Landschaft, zumal der Chemismus der Gesteine für die Geofaktoren Gesteinsbestand, Formenwelt, Klima, Gewässer, Böden und Pflanzenkleid von Bedeutung ist. Ein Großteil der steirischen Zentralalpen gehört der mittelostalpinen und unterostalpinen Decke an und besteht aus kristallinen Gesteinen, die im Norden von den schwach metamorphen, paläozoischen Schiefern der Grauwackenzone überlagert sind. Diese bilden wiederum die Basis der vorwiegend mesozoischen Nördlichen Kalkalpen. Ebenso wie die Kalkalpen dem Oberostalpin angehörend, sind Murauer und Grazer Paläozoikum, wovon letzteres weitgehend die klastischen tertiären Sedimente des Vorlandes unterlagert. Daraus folgend ergeben sich die großmorphologischen Grundstrukturen und die vier Landschaftstypen Hochgebirge, Mittelgebirge, inneralpine Senkungszonen und Vorland, die jeweils geologisch und morphologisch weiter differenziert werden können.

### Gebirgsgliederung
Die nachstehende Gebirgsgliederung, auf die sich Lieb stützt, deckt sich grob mit der Alpenvereinseinteilung (AVE) nach Grassler (1984), differenziert aber insbesondere die Gebirgszüge des Steirischen Randgebirges besser, die in der AVE lediglich als Teil der Lavanttaler Alpen bzw. als Randgebirge östlich der Mur zusammengefasst werden. Die eingeklammerten höchsten Erhebungen liegen außerhalb der Steiermark.
| Gebirgsgruppe | Gebirgsgruppe           | Gebirgsgruppe       | Höchste Erhebung                       | Höchste Erhebung | geolog.-großmorphologische Charakteristik                         |
| Gebirgsgruppe | Gebirgsgruppe           | Gebirgsgruppe       | Name                                   | Höhe (m)         | geolog.-großmorphologische Charakteristik                         |
| ------------- | ----------------------- | ------------------- | -------------------------------------- | ---------------- | ----------------------------------------------------------------- |
| Nordalpen     | Dachsteingruppe         | Dachsteingruppe     | Hoher Dachstein                        | 2995             | Karbonatgesteine/Hochgebirge (Plateau)                            |
| Nordalpen     | Totes Gebirge           | Totes Gebirge       | Großer Hochkasten (Großer Priel)       | 2389 (2515)      | Karbonatgesteine/Hochgebirge (Plateau)                            |
| Nordalpen     | Ennstaler Alpen         | Ennstaler Alpen     | Hochtor                                | 2369             | Karbonatgesteine/Hochgebirge (Ketten)                             |
| Nordalpen     | Eisenerzer Alpen        | Eisenerzer Alpen    | Gößeck                                 | 2214             | Karbonat- und Silikatgesteine/Hoch- und Mittelgebirge (heterogen) |
| Nordalpen     | Hochschwabgruppe        | Hochschwabgruppe    | Hochschwab                             | 2277             | Karbonatgesteine/Hochgebirge (Plateau)                            |
| Nordalpen     | Ybbstaler Alpen         | Ybbstaler Alpen     | Hochstadl                              | 1919             | Karbonatgesteine/Hoch- und Mittelgebirge                          |
| Nordalpen     | Türnitzer Alpen         | Türnitzer Alpen     | Schwarzkogel (Großer Sulzberg)         | 1365 (1400)      | Karbonatgesteine/Mittelgebirge                                    |
| Nordalpen     | Mürzsteger Alpen        | Mürzsteger Alpen    | Heukuppe                               | 2007             | Karbonatgesteine/Hoch- (Plateau) und Mittelgebirge (heterogen)    |
| Nordalpen     | Mürztaler Alpen         | Mürztaler Alpen     | Thalerkogel                            | 1655             | Silikatgesteine/Mittelgebirge                                     |
| Zentralalpen  | Niedere Tauern          | Schladminger Tauern | Hochgolling                            | 2862             | Silikatgesteine/Hochgebirge                                       |
| Zentralalpen  | Niedere Tauern          | Wölzer Tauern       | Rettlkirchspitze                       | 2475             | Silikatgesteine/Hochgebirge                                       |
| Zentralalpen  | Niedere Tauern          | Seckauer Tauern     | Geierhaupt                             | 2417             | Silikatgesteine/Hoch- und Mittelgebirge                           |
| Zentralalpen  | Murberge                | Murberge            | Gstoder                                | 2140             | Silikat- und Karbonatgesteine/Mittelgebirge (heterogen)           |
| Zentralalpen  | Gurktaler Alpen         | Gurktaler Alpen     | Eisenhut                               | 2441             | Silikat- und Karbonatgesteine/Hoch- und Mittelgebirge (heterogen) |
| Zentralalpen  | Seetaler Alpen          | Seetaler Alpen      | Zirbitzkogel                           | 2396             | Silikatgesteine/Mittel- und Hochgebirge                           |
| Zentralalpen  | Steirisches Randgebirge | Poßruck             | Klementkogel                           | 1052             | Silikatgesteine/Mittelgebirge                                     |
| Zentralalpen  | Steirisches Randgebirge | Koralpe             | Kleiner Speikkogel (Großer Speikkogel) | 2117 (2140)      | Silikatgesteine/Mittel- und Hochgebirge                           |
| Zentralalpen  | Steirisches Randgebirge | Stubalpe            | Ameringkogel                           | 2187             | Silikatgesteine/Mittel- und Hochgebirge                           |
| Zentralalpen  | Steirisches Randgebirge | Gleinalpe           | Lenzmoarkogel                          | 1991             | Silikatgesteine/Mittel- und Hochgebirge                           |
| Zentralalpen  | Steirisches Randgebirge | Fischbacher Alpen   | Stuhleck                               | 1782             | Silikatgesteine/Mittelgebirge                                     |
| Zentralalpen  | Steirisches Randgebirge | Wechsel             | Hochwechsel                            | 1743             | Silikatgesteine/Mittelgebirge                                     |
| Zentralalpen  | Steirisches Randgebirge | Joglland            | Rabenwaldkogel                         | 1280             | Silikatgesteine/Mittelgebirge                                     |
| Zentralalpen  | Grazer Bergland         | Grazer Bergland     | Hochlantsch                            | 1720             | Karbonat- und Silikatgesteine/Mittelgebirge (heterogen)           |

1. ↑  Je nach Abgrenzung der Stubalpe bzw. bei Zweiteilung dieser in Stub- und Packalpe kann der Rappoldkogel als höchster Gipfel gelten.

### Landschaftsschutzinventar nach Höllhuber
D. Höllhuber (1972) unterscheidet in seiner Gliederung neun Groß- mit 43 Klein- oder Teillandschaften.
| # | Großlandschaft                               | #   | Teillandschaft                                      |
| - | -------------------------------------------- | --- | --------------------------------------------------- |
| 1 | Niederösterreichisch-steirische Kalkvoralpen | 11  | Salzatal und nördliche Hochschwabvorlagen           |
| 1 | Niederösterreichisch-steirische Kalkvoralpen | 12  | Mariazeller Berge                                   |
| 2 | Kalkhochalpen                                | 21  | Dachsteingebirge (mit Kammergebirge und Grimming)   |
| 2 | Kalkhochalpen                                | 22  | Totes Gebirge                                       |
| 2 | Kalkhochalpen                                | 23  | Warscheneck                                         |
| 2 | Kalkhochalpen                                | 24  | Ennstaler Alpen und Gesäuseberge                    |
| 2 | Kalkhochalpen                                | 25  | Hochschwab                                          |
| 2 | Kalkhochalpen                                | 26  | Östliche Kalkhochalpen (Veitsch-, Schnee-, Raxalpe) |
| 3 | Eisenerzer- und Mürztaler Alpen              | 31  | Eisenerzer Alpen                                    |
| 3 | Eisenerzer- und Mürztaler Alpen              | 32  | Mürztaler Alpen                                     |
| 4 | Inneralpine Tal- und Senkenzonen             | 401 | Ausseer Becken und Mitterndorfer Durchgang          |
| 4 | Inneralpine Tal- und Senkenzonen             | 402 | Oberes Ennstal                                      |
| 4 | Inneralpine Tal- und Senkenzonen             | 403 | Palten- und Liesingtal                              |
| 4 | Inneralpine Tal- und Senkenzonen             | 404 | Aflenzer Becken                                     |
| 4 | Inneralpine Tal- und Senkenzonen             | 405 | Trofaiacher Becken                                  |
| 4 | Inneralpine Tal- und Senkenzonen             | 406 | Murparalleltalung                                   |
| 4 | Inneralpine Tal- und Senkenzonen             | 407 | Seckauer Becken                                     |
| 4 | Inneralpine Tal- und Senkenzonen             | 408 | Murtal oberhalb Aichfeld                            |
| 4 | Inneralpine Tal- und Senkenzonen             | 409 | Aichfeld                                            |
| 4 | Inneralpine Tal- und Senkenzonen             | 410 | Mur-Mürztal                                         |
| 4 | Inneralpine Tal- und Senkenzonen             | 411 | Neumarkter Paßlandschaft                            |
| 4 | Inneralpine Tal- und Senkenzonen             | 412 | Obdacher Sattelzone                                 |
| 5 | Niedere Tauern                               | 51  | Schladminger Tauern                                 |
| 5 | Niedere Tauern                               | 52  | Wölzer Tauern                                       |
| 5 | Niedere Tauern                               | 53  | Rottenmanner Tauern                                 |
| 5 | Niedere Tauern                               | 54  | Triebener Tauern und Seckauer Alpen                 |
| 6 | Gurktaler-, Murauer- und Seetaler Alpen      | 61  | Gurktaler Alpen                                     |
| 6 | Gurktaler-, Murauer- und Seetaler Alpen      | 62  | Murauer Alpen                                       |
| 6 | Gurktaler-, Murauer- und Seetaler Alpen      | 63  | Seetaler Alpen                                      |
| 7 | Steirisches Randgebirge und Poßruck          | 71  | Koralpe                                             |
| 7 | Steirisches Randgebirge und Poßruck          | 72  | Stubalpe, Gleinalpe                                 |
| 7 | Steirisches Randgebirge und Poßruck          | 73  | Fischbacher Alpen, Stuhleck und Wechsel             |
| 7 | Steirisches Randgebirge und Poßruck          | 74  | Joglland                                            |
| 7 | Steirisches Randgebirge und Poßruck          | 75  | Poßruck                                             |
| 8 | Grazer Bergland                              | 81  | Bereich der paläozoischen Kalke                     |
| 8 | Grazer Bergland                              | 82  | Bereich der paläozoischen Schiefer                  |
| 8 | Grazer Bergland                              | 83  | Bereich des Kristallins                             |
| 9 | West- und Oststeirisches Hügelland           | 91  | Weststeirisches Hügelland und Windische Büheln      |
| 9 | West- und Oststeirisches Hügelland           | 92  | Oststeirisches Hügelland                            |
| 9 | West- und Oststeirisches Hügelland           | 93  | Grabenland                                          |
| 9 | West- und Oststeirisches Hügelland           | 94  | Sausal                                              |
| 9 | West- und Oststeirisches Hügelland           | 95  | Murfelder und breitere Talböden des Hügellandes     |
| 9 | West- und Oststeirisches Hügelland           | 96  | Oststeirisches Vulkangebiet                         |

## Landschaftsgliederung nach Lieb
- Kürzel: Abkürzung für die jeweilige Landschaftseinheit, bestehend aus einem Buchstaben und einer Nummer. Die Hintergrundfarben entsprechen jenen in der Karte am Artikelanfang.
- Bild: Möglichst repräsentatives Bild der Landschaftseinheit.
- Name: Bezeichnung für die Landschaftseinheit.
- Politischer Bezirk: Administrative Lage der Landschaftseinheit nach politischem Bezirk.
- Beschreibung: Geographische Kurzbeschreibung der Landschaftseinheit mit den Schwerpunkten Morphologie, Geologie und Topographie, gegebenenfalls mit Erwähnung weiterer Teilgebiete.
- Beleg: Beleg für die jeweilige Landschaftseinheit.

### Nordalpen
| Kürzel | Bild | Name             | Politischer Bezirk | Beschreibung | Beleg  |
| ------ | ---- | ---------------- | ------------------ | --- | ------ |
| N.1    |      | Dachsteingruppe  | LI                 | - Hochgebirgsmassiv mit ausgeprägtem Plateaucharakter - Triassische Kalke, stark verkarstet - erstreckt sich zwischen dem Oberen Ennstal und dem Ausseerland, Hauptmassiv Dachstein durch tief eingeschnittene Durchbruchstäler von Teilmassiven Sarstein und Grimming getrennt | [ 7 ]  |
| N.2    |      | Totes Gebirge    | LI                 | - Hochgebirgsmassiv mit ausgeprägtem Plateaucharakter - Triassische Kalke, stark verkarstet - zwischen Ausseerland, Ennstal und Pyhrnpass, Warscheneckstock im östlichen Teil weitgehend eigenständiges Teilmassiv                                                              | [ 8 ]  |
| N.3    |      | Ennstaler Alpen  | LN, LI             | - Hochgebirge vom Kettengebirgstypus - Triassische Kalke und Dolomite - Teilgebiete Haller Mauern und Gesäuseberge beidseits des Enns-Durchbruchs, Abgrenzung zu den Eisenerzer Alpen erfolgt aufgrund der geologischen Verhältnisse                                            | [ 9 ]  |
| N.4    |      | Eisenerzer Alpen | LN, LI             | - Hochgebirgszug - paläozoische Grauwacke, zwei bedeutende Ausnahmen (Teilgebiete) - nördlich der Palten-Liesingtal-Furche, Kalkstöcke Kaiserschild und Reitingstock bilden selbständige Teilgebiete                                                                            | [ 10 ] |
| N.5    |      | Hochschwabgruppe | BM, LN, LI         | - Hochgebirgsmassiv mit ausgeprägtem Plateaucharakter - Triassische Kalke, stark verkarstet - nach drei Himmelsrichtungen scharf abgegrenzt, im Süden erfolgt teilweiser Übergang zum Mittelgebirge der Mürztaler Alpen, die Zeller Staritzen bilden ein Teilgebiet             | [ 11 ] |
| N.6    |      | Ybbstaler Alpen  | BM, LI             | - Mittelgebirge mit lokalem Hochgebirgscharakter - Triassische Kalke, mäßig verkarstet - großteils nördlich des Salzatals in Niederösterreich gelegen, Herzstück ist das Karstplateau der Kräuterin                                                                             | [ 12 ] |
| N.7    |      | Türnitzer Alpen  | BM                 | - Mittelgebirge der Kalkvoralpen - hauptsächlich triassische Dolomite - großteils in Niederösterreich gelegen, steirischer Anteil durch Mariazeller Passlandschaft und Halltal begrenzt                                                                                         | [ 13 ] |
| N.8    |      | Mürzsteger Alpen | BM                 | - Mehrere Hoch- und Mittelgebirge - Triassische Kalke und Dolomite - beidseits des Oberen Mürztals, Teilgruppen sind die verkarsteten Hochplateaus von Rax und Schneealpe sowie die morphologisch mehr heterogenen Veitschalpe und Tonion                                       | [ 14 ] |
| N.9    |      | Mürztaler Alpen  | BM                 | - Mittelgebirgszug, von mehreren Quertälern durchbrochen - metamorphe Grauwacken und Kristalline - trennt Mur-Mürz-Furche von den Hochgebirgsgruppen der Hochschwabgruppe und der Mürzsteger Alpen                                                                              | [ 15 ] |

### Zentralalpen
| Kürzel | Bild | Name            | Politischer Bezirk | Beschreibung | Beleg  |
| ------ | ---- | --------------- | ------------------ | --- | ------ |
| Z.1    |      | Murberge        | MU, MT             | - Mittelgebirgszug mit lokalem Hochgebirgscharakter, von mehreren Quertälern durchbrochen - Altkristallin und metamorphe Gesteine des Murauer Paläozoikums - trennt das Obere Murtal vom „Murparalleltal“ an der Südabdachung der Niedern Tauern                                          | [ 16 ] |
| Z.2    |      | Gurktaler Alpen | MU                 | - Hoch- und Mittelgebirge vielgestaltiger Ausprägung - kristalline und metamorphe Gesteine des Murauer Paläozoikums - überragt das Obere Murtal im Süden bis zum Neumarkter Sattel, Teilgebiete sind der Kalkstock der Grebenzen und der kleine steirische Anteil am Guttaringer Bergland | [ 17 ] |
| Z.3    |      | Seetaler Alpen  | MU, MT             | - Hochgebirge zwischen ausgeprägten Tiefenlinien - kristalline Gesteine - begrenzt durch Neumarkter und Obdacher Passlandschaft, südlich Fortsetzung zur Saualpe, großmorphologisch Mittelstellung zwischen Niederen Tauern und Steirischem Randgebirge                                   | [ 18 ] |

### Zentralalpen – Niedere Tauern
| Kürzel | Bild | Name                | Politischer Bezirk | Beschreibung | Beleg  |
| ------ | ---- | ------------------- | ------------------ | --- | ------ |
| NT.1   |      | Schladminger Tauern | LI, MU             | - Hochgebirge glazialer Prägung mit vielseitigem Formenschatz - Gneise und Glimmerschiefer des zentralalpinen Kristallins - begrenzt durch das Obere Ennstal und das „Murparalleltal“, nach Osten über den Sölkpass Übergang zu den Wölzer Tauern                                      | [ 19 ] |
| NT.2   |      | Wölzer Tauern       | LI, MU, MT         | - Hochgebirge glazialer Prägung - kristalline Gesteine mit lokalem Anteil an der Grauwackenzone - zwischen dem Sölkpass und der Pölstalfurche, größte Landschaftseinheit der alpinen Steiermark, Rottenmanner Tauern mit abweichendem geologischen Aufbau bilden ein Teilgebiet        | [ 20 ] |
| NT.3   |      | Seckauer Tauern     | LN, LI, MT         | - Hochgebirge glazialer Prägung - kristalline Orthogneise und Quarzite mit lokalem Anteil an der Grauwackenzone - östlichster Teil der Niederen Tauern zwischen Pöls- und Liesingtal, mittelgebirgiger Gaaler Höhenzug zwischen Seckauer Becken und Aichfeld stellt ein Teilgebiet dar | [ 21 ] |

### Vorland
| Kürzel | Bild | Name                           | Politischer Bezirk    | Beschreibung | Beleg  |
| ------ | ---- | ------------------------------ | --------------------- | --- | ------ |
| V.1    |      | Weststeirisches Riedelland     | DL, G, GU, LB, VO     | - Riedelland westlich der Mur - tertiäre Lockergesteine - durch breite Täler von Kainach, Laßnitz und Sulm in vier physiognomisch ähnliche Teile gegliedert, Kaiserwald (altpleistozäne Schotterplatte) und Wildoner Berg (Leithakalk) bilden Teilgebiete             | [ 22 ] |
| V.2    |      | Sausal                         | LB                    | - kleines Mittelgebirge mit großer natur- und kulturlandschaftlicher Eigenständigkeit - Schiefer des Grazer Paläozoikums - begrenzt durch Laßnitztal, Leibnitzer Feld, Sulmtal und Tiefenlinie St. Andrä – Gleinztal – Waldschacher Teiche                            | [ 23 ] |
| V.3    |      | Windische Bühel                | LB                    | - Hügelland mit auffallend lebhaftem Relief - tertiäre Lockergesteine - setzt sich unter kontinuierlicher Höhenabnahme nach Slowenien fort (Solvenske gorice), im steirischen Teil von Pößnitzfurche, Saggautal, Sulmtal, Leibnitzer Feld und Unterem Murtal begrenzt | [ 24 ] |
| V.4    |      | Oststeirisches Riedelland      | G, GU, HF, LB, SO, WZ | - Riedelland östlich der Mur - tertiäre Lockergesteine - durch breite Täler von Raab, Feistritz und Lafnitz in drei physiognomisch ähnliche Teile gegliedert, im Vulkanland bilden Gleichenberger Kögel, Stradner Kogel und Klöcher Massiv Teilgebiete                | [ 25 ] |
| V.5    |      | Südburgenländisches Riedelland | HF                    | - Hügelland - tertiäre Lockergesteine - am Gebirgsrand östlich der Lafnitz an das Oststeirische Riedelland anschließend, steirischer Anteil beschränkt sich auf den Bereich zwischen Rohrbach und Friedberg am Fuß des Wechsels                                       | [ 26 ] |

### Passlandschaften
| Kürzel | Bild | Name                       | Politischer Bezirk | Beschreibung | Beleg  |
| ------ | ---- | -------------------------- | ------------------ | --- | ------ |
| P.1    |      | Mariazeller Passlandschaft | BM                 | - Hochtal mit topographischer und kulturgeographischer Sonderstellung - glaziale und fluvioglaziale Sedimente - an der Wasserscheide zwischen Salza und Erlauf, Wallfahrtsort Mariazell im Zentrum, überwiegend von Waldmittelgebirgen der Kalkvoralpen umgeben                        | [ 27 ] |
| P.2    |      | Neumarkter Passlandschaft  | MU                 | - Senke glazialer Prägung mit sanftwelligem Relief - glaziale und fluvioglaziale Sedimente - zwischen Oberem Murtal und Einzugsgebiet der Drau, vom Murgletscher geprägte Landschaft mit den beiden Pässen Neumarkter und Perchauer Sattel, flankiert von Gurktaler und Seetaler Alpen | [ 28 ] |
| P.3    |      | Obdacher Passlandschaft    | MT                 | - Senke mit sanftem Relief - tertiäre und teilweise quartäre Lockermaterialien - zwischen den Einzugsgebieten von Granitzenbach (Mur) und Lavant (Drau), flankiert von Seetaler Alpen und Stubalpe                                                                                     | [ 29 ] |

### Becken
| Kürzel | Bild | Name                           | Politischer Bezirk | Beschreibung | Beleg  |
| ------ | ---- | ------------------------------ | ------------------ | --- | ------ |
| B.1    |      | Ausseer Becken                 | LI                 | - Talkessel mit kaltzeitlichen Abtragungs- und Aufschüttungsformen - pleistozäne Sedimente - am Zusammenfluss der drei Quellflüsse der Traun zwischen den Plateaurändern und Vorbergen von Dachstein und Totem Gebirge, Seen wie Altausseer See und Grundlsee                                                            | [ 30 ] |
| B.2    |      | Mitterndorfer Becken           | LI                 | - Langgestreckte Senke mit ebenen Talböden - glaziale, fluviale und fluvioglaziale Sedimente - von Dachstein und Totem Gebirge umrahmt, Entwässerung in drei verschiedene Richtung, dadurch sind zwei Talwasserscheiden am Beckenboden ausgebildet                                                                       | [ 31 ] |
| B.3    |      | Judenburg-Knittelfelder Becken | MT                 | - größtes inneralpines Becken der Steiermark mit ausgedehnten Terrassenfluren - überwiegend fluvioglaziale Sedimente - inmitten des Oberen Murtals zwischen Niederen Tauern, Seetaler Alpen, Stub- und Gleinalpe, lokal unterschiedliche Bezeichnungen wie Aichfeld oder Murboden, Teilgebiet Seckauer Becken            | [ 32 ] |
| B.4    |      | Trofaiacher Becken             | LN                 | - Becken mit sanften Terrassen - fluvioglaziale Sedimente des Pleistozäns - eingefasst von den schroff aufragenden Eisenerzer Alpen und dem Mittelgebirge der südwestlichen Mürztaler Alpen, zum Liesingtal hin offen | [ 33 ] |
| B.5    |      | Aflenzer Becken                | BM                 | - Becken mit sanften Hängen und Riedeln sowie Terrassenkörpern - tertiäre Lockergesteine und fluvioglaziale Sedimente des Pleistozäns - am Südfuß der Hochschwabgruppe, im Osten und Süden von Mürzsteger und Mürztaler Alpen gesäumt                                                                                    | [ 34 ] |
| B.6    |      | Unteres Mürztal                | BM                 | - Becken mit sanften Hangschleppen und Riedeln - fluviale und fluvioglaziale Sedimente, tertiäre Lockermaterialien an den Talrändern - Mürztal unterhalb der Enge (Durchbruchstal) von Wartberg, Tertiärmulde von Parschlug greift in die Mürztaler Alpen zurück                                                         | [ 35 ] |
| B.7    |      | Mittleres Mürztal              | BM                 | - Becken mit sanftwelligen Anhöhen - fluviale und fluvioglaziale Sedimente, tertiäre Lockermaterialien an den Talrändern - Mürztal von Mürzzuschlag bis zur Enge (Durchbruchstal) von Wartberg, das flussaufwärts gelegene Obere Mürztal ist aufgrund zu geringer Breite nicht als eigene Landschaftseinheit ausgewiesen | [ 36 ] |
| B.8    |      | Köflach-Voitsberger Becken     | VO                 | - Becken mit komplexer Topographie - tertiäre Braunkohlemulden, teilweise Grazer Paläozoikum - am Gebirgsrand der nördlichen Weststeiermark, nach Osten hin (zum Weststeirischen Riedelland) offen und insgesamt räumlich nur schwer abgrenzbar                                                                          | [ 37 ] |
| B.9    |      | Gratwein-Gratkorner Becken     | GU                 | - Becken mit einer Talweitung der Mur im Zentrum - fluviale und fluvioglaziale Sedimente, lokal tertiäres Lockermaterial - im unteren Bereich des Mittleren Murtals inmitten des Grazer Berglandes, nach Südwesten hin (zum Weststeirischen Riedelland) offen                                                            | [ 38 ] |
| B.10   |      | Passailer Becken               | WZ                 | - Becken mit sanften Landschaftsformen - tertiäres Lockermaterial, teilweise paläozoische Schiefer - inmitten des Grazer Berglandes, Umgrenzung im Norden (Teich- und Sommeralm) und Südosten (Sattelberg) durch scharfe Hangknicke vorgegeben                                                                           | [ 39 ] |

### Täler
| Kürzel | Bild | Name              | Politischer Bezirk | Beschreibung | Beleg  |
| ------ | ---- | ----------------- | ------------------ | --- | ------ |
| T.1    |      | Oberes Ennstal    | LI                 | - Längstal glazialer Prägung (Trogtal) mit zahlreichen Schwemm- und Murenkegeln - fluviale und fluvioglaziale Sedimente - Abschnitt des steirischen Ennstals oberhalb des Grimming, im Vergleich zum Mittleren Ennstal schmäler ausgebildet                                                                | [ 40 ] |
| T.2    |      | Mittleres Ennstal | LI                 | - besonders flaches Längstal glazialer Prägung (Trogtal) - fluviale und fluvioglaziale Sedimente - Abschnitt des steirischen Ennstals zwischen Grimming und Gesäuseeingang, bei Irdning und Admont beckenförmig ausgebildet                                                                                | [ 41 ] |
| T.3    |      | Unteres Ennstal   | LN, LI             | - Tal kaltzeitlicher Prägung mit teilweise schluchtartiger Flusseintiefung - weitgehend konglomerierte fluvioglaziale Schotter - steirisches Ennstal unterhalb des Gesäuses sowie dessen oberösterreichische Fortsetzung, besiedelte Fluren durch stark eingeschnittene Talabschnitte voneinander getrennt | [ 42 ] |
| T.4    |      | Paltental         | LN, LI             | - Längstal mit einheitlichem breitem Talboden - fluviale Sedimente - bildet über den Schoberpass mit dem Liesingtal eine Längstalflucht (früher Kammertal), vom Mittleren Ennstal durch die Enge von Selzthal getrennt                                                                                     | [ 43 ] |
| T.5    |      | Pölstal           | MT                 | - Längstal kaltzeitlicher Prägung - fluviale und fluvioglaziale Sedimente - vom Triebener Tauern bis zum Aichfeld entlang des gleichnamigen Flusses, Abschnitt unterhalb von Möderbrug deutlich breiter entwickelt                                                                                         | [ 44 ] |
| T.6    |      | Liesingtal        | LN                 | - Längstal mit stark variierender Talbreite - fluviale und fluvioglaziale Sedimente - bildet über den Schoberpass mit dem Paltental eine Längstalflucht (früher Kammertal), markante Verengung zwischen Mautern und Kammern                                                                                | [ 45 ] |
| T.7    |      | Oberes Murtal     | BM, LN, MU, MT     | - Längstal teilweise glazialer Prägung (Trogtal) - weitgehend fluvioglaziale Sedimente - Abschnitt der Mur-Mürz-Furche zwischen der westlichen Landesgrenze und Bruck, Begriff manchmal nur für den Talabschnitt bis zum Aichfeld gebraucht                                                                | [ 46 ] |
| T.8    |      | Mittleres Murtal  | BM, G, GU          | - Tal mit mehreren Durchbrüchen und Kammern - fluviale und fluvioglaziale Sedimente - Abschnitt des Murtals zwischen Bruck und dem Grazer Feld, durchbricht die Kristallinzüge des Steirisches Randgebirges und des Grazer Berglandes                                                                      | [ 47 ] |
| T.9    |      | Grazer Feld       | G, GU, LB          | - breiter Talraum mit bedeutendem Grundwasserkörper - fluviale und fluvioglaziale Sedimente - Murtal vom Südrand des Grazer Berglandes bis zum Wildoner Buchkogel, der Nordteil wird vollständig von der steirischen Landeshauptstadt Graz eingenommen                                                     | [ 48 ] |
| T.10   |      | Leibnitzer Feld   | LB                 | - breiter Talraum mit bedeutendem Grundwasserkörper - fluviale und fluvioglaziale Sedimente - Murtal von der Enge bei Wildon bis zur markanten Richtungsänderung der Mur unweit der slowenischen Grenze (Unteres Murtal)                                                                                   | [ 49 ] |
| T.11   |      | Unteres Murtal    | LB, SO             | - breiter Talraum mit verschiedenen Terrassenfluren - fluviale und fluvioglaziale Sedimente - Murtal nach der Richtungsänderung der Mur zwischen Oststeirischem Riedelland und Windischen Büheln, Untergliederung in Murecker und Radkersburger Feld möglich                                               | [ 50 ] |
| T.12   |      | Kainachtal        | DL, GU, VO         | - Sohlental - fluviale und fluvioperiglaziale Sedimente - außeralpiner Teil des Flusstals unterhalb von Krottendorf-Gaisfeld bis zum Grazer Feld | [ 51 ] |
| T.13   |      | Laßnitztal        | DL, LB             | - Sohlental - fluviale und fluvioperiglaziale Sedimente - außeralpiner Teil des Flusstals von Deutschlandsberg bis zum Leibnitzer Feld, der alpine Oberlauf fließt durch ein enges, schluchtartiges Gebirgstal                                                                                             | [ 52 ] |
| T.14   |      | Sulmtal           | DL, LB             | - Sohlental - fluviale und fluvioperiglaziale Sedimente - außeralpiner Teil des Flusstals von Schwanberg bis zum Sulmsee, die alpinen Oberläufe der beiden Quellflüsse fließen durch enge, schluchtartige Gebirgstäler                                                                                     | [ 53 ] |
| T.15   |      | Raabtal           | SO, WZ             | - Sohlental - fluviale und fluvioperiglaziale Sedimente - außeralpiner Teil des Flusstals unterhalb der Raabklamm, der alpine Oberlauf gehört zum Grazer Bergland und zum Passailer Becken | [ 54 ] |
| T.16   |      | Feistritztal      | HF, WZ             | - Sohlental - fluviale und fluvioperiglaziale Sedimente - außeralpiner Teil des Flusstals unterhalb von Herberstein, auch Bezeichnung Unteres Feistritztal möglich | [ 55 ] |
| T.17   |      | Lafnitztal        | HF, WZ             | - Sohlental - fluviale und fluvioperiglaziale Sedimente - außeralpiner Teil des Flusstals unterhalb von Rohrbach, Flusslauf abschnittsweise mit hohem Natürlichkeitsgrad | [ 56 ] |

### Randgebirge
| Kürzel | Bild | Name                       | Politischer Bezirk | Beschreibung | Beleg  |
| ------ | ---- | -------------------------- | ------------------ | --- | ------ |
| R.1    |      | Poßruck                    | DL, LB             | - morphologisch einheitlicher Mittelgebirgszug - geologische Vielfalt mit Elementen des Randgebirges, des Vorlandes und des Grazer Berglandes - östlicher Sporn des Randgebirges (Koralpe) bis zur Pößnitztalfurche, der Großteil liegt in Slowenien (Kozjak) | [ 57 ] |
| R.2    |      | Koralpe                    | DL, VO             | - Hoch- und Mittelgebirge - kristalline Gesteine - Teil des Steirischen Randgebirges zwischen Packsattel und Drautal, ein gut abgrenzbares Teilgebiet bildet der Reinischkogelzug                                                                             | [ 58 ] |
| R.3    |      | Stubalpe                   | MT, VO             | - Hoch- und Mittelgebirge - kristalline Gesteine - Abschnitt des Steirischen Randgebirges mit markanter Richtungsänderung sowie dessen höchster Erhebung (Ameringkogel), Teilgebiet Packalpe                                                                  | [ 59 ] |
| R.4    |      | Gleinalpe                  | GU, LN, MT, VO     | - Mittelgebirge - kristalline Gesteine, große Häufigkeit an Amphiboliten - nordöstlichster Teil des Steirischen Randgebirges am rechten Murufer, als Teilgebiet kann die Brucker Hochalpe angesehen werden                                                    | [ 60 ] |
| R.5    |      | Westliches Grazer Bergland | GU, VO             | - morphologisch vielfältig strukturiertes Gebiet mit teilweisem Mittelgebirgscharakter - schwach metamorphe Gesteine des Grazer Paläozoikums - Teil des Grazer Berglandes am rechten Murufer, Zuordnung zum Randgebirge aus geologischer Sicht bedenklich     | [ 61 ] |
| R.6    |      | Östliches Grazer Bergland  | GU, WZ             | - morphologisch vielfältig strukturiertes Gebiet mit teilweisem Mittelgebirgscharakter - schwach metamorphe Gesteine des Grazer Paläozoikums - Teil des Grazer Berglandes am linken Murufer, Zuordnung zum Randgebirge aus geologischer Sicht bedenklich      | [ 62 ] |
| R.7    |      | Fischbacher Alpen          | BM, WZ             | - Mittelgebirge - kristalline Gesteine, lokal mit karbonatischem Charakter - Ostflügel des Steirischen Randgebirges südlich des Mürztals, mehrere tiefe Einsattelungen zergliedern den Gebirgszug                                                             | [ 63 ] |
| R.8    |      | Wechsel                    | HF, WZ             | - Mittelgebirgsrücken - kristalline Gesteine - Ostende des Steirischen Randgebirges, Begrenzung zum Joglland und zur Buckligen Welt sehr unscharf | [ 64 ] |
| R.9    |      | Bucklige Welt              | HF                 | - Berg- und Hügelland - kristalline Gesteine und tertiäre Blockschotter - großteils in Niederösterreich gelegen, steirischer Anteil im Gebiet von Schäffern, nur schwer gegen den Wechsel abgrenzbar                                                          | [ 65 ] |
| R.10   |      | Joglland                   | HF, WZ             | - Mittelgebirge - kristalline Gesteine, lokal tertiäre Lockergesteine - zwischen oberem Feistritztal und Lafnitztal, das durch die Freienberger Klamm vom restlichen Joglland getrennte Kulmmassiv kann als Teilgebiet gelten                                 | [ 66 ] |